# Anthessius isamusi
Anthessius isamusi is een eenoogkreeftjessoort uit de familie van de Anthessiidae. De wetenschappelijke naam van de soort is voor het eerst geldig gepubliceerd in 2012 door Uyeno & Nagasawa.